# MRPL23
MRPL23‏ (Mitochondrial ribosomal protein L23) هوَ بروتين يُشَفر بواسطة جين MRPL23 في الإنسان.

## الوظيفة
- وظيفة MRPL23:  يُعتقد أن MRPL23 يلعب دورًا في استقرار الرنا المرسال (mRNA) الميتوكوندري وتسهيل عملية الترجمة (تخليق البروتين) داخل الميتوكوندريا.

## الأهمية السريرية
MRPL23 هو بروتين ريبوسومي ميتوكوندري (مكون للريبوسوم الميتوكوندري) وهو جزء من الوحدة الفرعية الكبيرة (39S) للريبوسوم الميتوكوندري. يتم تشفير MRPL23 بواسطة الجين MRPL23 ويُعتقد أنه يلعب دورًا في تخليق البروتين داخل الميتوكوندريا. 
التفاصيل:
- الريبوسومات الميتوكوندريا:  هي هياكل خلوية مسؤولة عن تخليق البروتين داخل الميتوكوندريا، وهي عضيات مسؤولة عن إنتاج الطاقة في الخلية.
- الوحدة الفرعية الكبيرة (39S):  هي أحد مكونات الريبوسوم الميتوكوندري، وتتكون من عدة بروتينات، بما في ذلك MRPL23.
- التعبير الجيني:  يتم التعبير عن جين MRPL23 في جميع أنواع الخلايا، ولكن قد يكون هناك تباين في مستويات التعبير بين أنواع الخلايا المختلفة.
- الأمراض:  تم ربط بعض الطفرات في جين MRPL23 ببعض الأمراض النادرة، مثل اعتلالات الميتوكوندريا